# Sony Ericsson S700i
Sony Ericsson S700i為Sony Ericsson於2004年9月30日所推出的行動電話，內建130萬畫素CCD相機。由於在當時旋蓋機身十分新奇，引起了許多人的詢問。